# Isaiah LaBorde
Isaiah LaBorde (* 31. Januar 1986 in Baton Rouge, Louisiana) ist ein US-amerikanischer Schauspieler, Stuntman und Filmproduzent.

## Leben
LaBorde ist Inhaber der Filmproduktion AlLaBorde Productions. Er ist verheiratet und Vater von Zwillingen.
Ab 2009 begann er für das Fernsehen als Schauspieler und Stuntman zu arbeiten. Meistens hatte er im ein und denselben Film eine Besetzung als Schauspieler und als Stuntman. Meistens wirkte er in B-Movies des Tierhorrorfilms mit wie Mega Alligators – The New Killing Species, Bering Sea Beast, SnakeHead Swamp oder Big Shark. Seit 2013 ist er zusätzlich als Filmproduzent tätig.

## Filmografie

### Schauspiel
- 2009: Pyrictus
- 2011: Just Another Noir
- 2011: Getting That Girl
- 2012: The Legend of Industrial Ghost-Wolf
- 2012: American Horror House  (Fernsehfilm)
- 2012: The Bridgewater Murders
- 2013: W.I.N.O. (Fernsehfilm)
- 2013: Mega Alligators – The New Killing Species (Ragin Cajun Redneck Gators)
- 2013: Bering Sea Beast (Fernsehfilm)
- 2013: Revolution (Fernsehserie, Episode 2x08)
- 2014: SnakeHead Swamp (Fernsehfilm)
- 2014: Navy CIS: New Orleans (NCIS: New Orleans) (Fernsehserie, Episode 1x01)
- 2014: Starve
- 2015: Sulfur
- 2015: Scream Queens (Fernsehserie, Episode 1x04)
- 2016: Cold Moon
- 2016: 1959
- 2016: Saltwater: Atomic Shark (Saltwater) (Fernsehfilm)
- 2017: Bomb City
- 2017: Trailer Park Shark (Fernsehfilm)
- 2017: Family of Lies (Fernsehfilm)
- 2018: Bad Stepmother (Fernsehfilm)
- 2018: You Might Be the Killer
- 2018: Hometown Christmas (Fernsehfilm)
- 2019: Big Shark
- 2019: A Christmas Wish (Fernsehfilm)

### Stunts
- 2009: AmerAsian
- 2012: American Horror House  (Fernsehfilm)
- 2013: W.I.N.O. (Fernsehfilm)
- 2014: SnakeHead Swamp (Fernsehfilm)
- 2015: Zoo (Fernsehserie, Episode 1x13)
- 2016: Cold Moon
- 2016: 1959
- 2016: Saltwater (Fernsehfilm)
- 2016: Christmas in Homestead (Fernsehfilm)
- 2016: Dead South
- 2017: Bomb City
- 2017: Shepherd (Fernsehfilm)
- 2017: Trailer Park Shark (Fernsehfilm)
- 2017: Family of Lies (Fernsehfilm)
- 2018: Bad Stepmother (Fernsehfilm)
- 2018: End Trip
- 2018: Nightmare Shark (Fernsehfilm)
- 2018: You Might Be the Killer

### Produzent
- 2013: W.I.N.O. (Fernsehfilm)
- 2016: Cold Moon
- 2016: Saltwater (Fernsehfilm)
- 2016: Christmas in Homestead (Fernsehfilm)
- 2017: Bomb City
- 2017: Trailer Park Shark (Fernsehfilm)
- 2017: Family of Lies (Fernsehfilm)
- 2018: Bad Stepmother (Fernsehfilm)
- 2018: Nightmare Shark (Fernsehfilm)
- 2018: You Might Be the Killer